# Boonsak Ponsana
Boonsak Ponsana (en thaïlandais: บุญศักดิ์ พลสนะ), né le 22 février 1982 à Bangkok en Thaïlande, est un joueur professionnel de badminton. Il fait partie depuis 1997 de l'équipe thaïlandaise avec sa sœur cadette Salakjit Ponsana.

## Biographie
Son premier contact avec une raquette est venu à l'âge de sept ans. Deux ans plus tard, il a commencé à pratiquer sérieusement le badminton aidé par son père. À l'âge de quatorze ans, il fut envoyé en Chine pour une formation de deux ans. En 1997, il fait partie de l'équipe thaïlandaise de badminton lors des Championnats d'Asie juniors.
Boonsak est diplômé en droit à l'université Sripatum (à Bangkok en Thaïlande). Sa sœur, Salakjit Ponsana, est fiancé à Brice Leverdez.

### Carrière professionnelle
Jeux olympiques de 2000
Boonsak Ponsana a été battu dès le premier tour par Richard Vaughan (15-8, 15-2).
Jeux olympiques de 2004
Pour ses deuxièmes Jeux olympiques, Boonsak Ponsana réalise une très bonne performance en battant lors des deux premiers tours Chris Dednam et Lee Hyun-il. En quarts de finale, il bat le singapourien Ronald Susilo par le score de 15-10, 15-1. Mais il échoue en demi-finale en s'inclinant face au talentueux joueur indonésien Taufik Hidayat (15-9, 15-2). Pour la médaille de bronze, il s'incline également contre un indonésien, Sony Dwi Kuncoro (15-11, 17-15).
Jeux olympiques de 2008
Boonsak Ponsana a été battu dès le premier tour par Sony Dwi Kuncoro (21-16, 21-14).